# غليسون دي سوزا
غليسون دي سوزا (23 يونيو 1995 بكامبيناس في البرازيل - ) هو لاعب كرة قدم برازيلي في مركز الهجوم.

## المسيرة الرياضية

### الأندية
في 1 يناير 2014 تم تصعيد غليسون من فريق رد بول البرازيل تحت 20 سنة إلى الفريق الرديف لنادي رد بول البرازيل.
في 1 فبراير 2015 انتقل غليسون من رديف رد بول البرازيل إلى بورتيمونينسي البرتغالي (الدرجة الثانية) في صفقة انتقال حر. في موسمه الوحيد 2014-2015 وفي بطولة دوري الدرجة الثانية ساهم في احتلال فريق المركز الرابع عشر في منتصف الترتيب.
في 31 يوليو 2015 انتقل غليسون من بورتيمونينسي إلى بورتو ب (الدرجة الثانية) في صفقة انتقال حر. في موسمه الأول 2015-2016 وفي بطولة دوري الدرجة الثانية ساهم في تتويج فريقه بالبطولة بعدما تصدر الترتيب بفارق 5 نقاط عن وصيفه تشافيس ولكنه لم يصعد بسبب وجود فريق الأول لبورتو في الدرجة الممتازة وبالتالي حقق غليسون أولى بطولاته مع الأندية.
في 5 يوليو 2016 انتقل غليسون من بورتو ب إلى باكوس دي فيريرا البرتغالي (الدوري الممتاز) بالإعارة لمدة موسم واحد. في موسمه الوحيد 2016-2017 وفي بطولة الدوري الممتاز ساهم في حصد فريقه 17 نقطة من 18 مباراة محتلا المركز الرابع عشر. وفي بطولة كأس االبرتغال ساهم وصول فريقه إلى الدور 32 عندما خسر من فيلافرانكوينس 0-1. وفي بطولة كأس الرابطة البرتغالية فشل فريقه في التأهل إلى الدور النصف النهائي بعدما احتل المركز الثالث في المجموعة الرابعة بفارق 7 نقاط عن المتصدر بنفيكا. في 25 يناير 2017 قرر باكوش فيريرا إلغاء عقد الإعارة وعاد غليسون إلى بورتو ب.
في 26 يناير 2017 انتقل غليسون من بورتو ب إلى بورتيمونينسي البرتغالي (الدرجة الثانية) بالإعارة حتى نهاية الموسم. في موسمه الوحيد 2016-2017 وفي بطولة دوري الدرجة الثانية ساهم في تتويج فريقه بالبطولة بعدما تصدر الترتيب بفارق نقطتين عن وصيفه ديبورتيفو داس أيفيس وصعدا معا إلى الدوري الممتاز وليحقق غليسون ثاني بطولاته مع الأندية. في 30 يونيو 2017 انتهت الإعارة وعاد غليسون إلى بورتو ب.
في 15 يوليو 2017 انتقل غليسون من بورتو ب إلى بينفايل البرتغالي (الدرجة الثانية) بالإعارة لمدة موسم واحد. في موسمه الوحيد 2017-2018 وفي بطولة دوري الدرجة الثانية ساهم في احتلال فريقه المركز الخامس بفارق 4 نقاط عن صاحب المركز الثاني سانتا كلارا المؤهل للصعود إلى الدوري الممتاز. وفي بطولة كأس االبرتغال خرج فريقه من مباراته الأولى عندما خسر في الدور الأول من فيلافرانكوينس 0-1. وفي بطولة كأس الرابطة االبرتغالية خرج فريقه من مباراته الأولى عندما خسر في الدور التمهيدي من أوليفرينسي 0-1. في 30 يونيو 2018 انتهت الإعارة وعاد غليسون إلى بورتو ب.
في موسمه الثاني والأخير 2018-2019 وفي بطولة دوري الدرجة الثانية ساهم في احتلال فريقه المركز التاسع بفارق 4 نقاط عن منطقة الهبوط.
في 1 يوليو 2019 انتقل غليسون من بورتو ب إلى بورتيمونينسي البرتغالي (الدرجة الممتازة) في صفقة انتقال حر.
في 24 يوليو 2019 انتقل غليسون من بورتيمونينسي إلى بينفايل البرتغالي (الدرجة الثانية) بالإعارة لمدة موسم واحد. في موسمه الوحيد 2019-2020 وفي بطولة دوري الدرجة الثانية ساهم في احتلال فريقه المركز الخامس عشر بفارق 11 نقطة عن منطقة الهبوط. وفي بطولة كأس االبرتغال ساهم في وصول فريقه إلى الدور الثالث عندما خسر من جل فيسنتي 0-2. وفي بطولة كأس الرابطة البرتغالية فشل فريقه في التأهل إلى الدور النصف النهائي بعدما احتل المركز الرابع الأخير في المجموعة الأولى بفارق 8 نقاط عن المتصدر سبورتنغ براغا. في 30 يونيو 2018 انتهت الإعارة وعاد غليسون إلى بورتيمونينسي.
في 8 سبتمبر 2020 انتقل غليسون من بورتيمونينسي إلى سبورتنغ كوفيليا البرتغالي (الدرجة الثانية) بالإعارة لمدة موسم واحد. في موسمه الوحيد 2020-2021 وفي بطولة دوري الدرجة الثانية ساهم في احتلال فريقه المركز الثالث عشر بفارق 6 نقاط عن منطقة الهبوط. وفي بطولة كأس البرتغال ساهم في وصول فريقه إلى الدور الثاني عندما خسر من سالغويروس 1-2. في 30 يونيو 2021 انتهت الإعارة وعاد غليسون إلى بورتيمونينسي.
في 31 أغسطس 2021 انتقل غليسون من بورتيمونينسي إلى بترو إتليتيكو الأنغولي (الدوري الممتاز) في صفقة انتقال حر. في موسمه الأول 2021-2022 وفي بطولة الدوري الممتاز ساهم في تتويج فريقه بالبطولة بعدما تصدر الترتيب بفارق 10 نقاط عن وصيفه بريميرو دي أغوستو ليحقق غليسون ثالث بطولاته مع الأندية. وفي بطولة كأس أنغولا ساهم في تتويج فريقه بالبطولة بعدما تغلب في المباراة النهائية على ديبورتيفو هويلا 2-1 وليحقق غليسون رابع بطولاته مع الأندية. وفي بطولة كأس السوبر الأنغولي خسر فريقه من ساغرادا إسبيرانسا بركلات الترجيح. وفي بطولة دوري أبطال أفريقيا ساهم في احتلال فريقه المركز الثاني في المجموعة الرابعة خلف الوداد البيضاوي المغربي ومتقدما على الزمالك المصري وساغرادا إسبيرانسا الأنغولي ليتأهل إلى الدور الربع النهائي حيث فاز على ماميلودي صن داونز الجنوب الأفريقي 3-2 في مجموع المباراتين ليتأهل إلى الدور النصف النهائي حيث خسر من الوداد البيضاوي المغربي 2-4 في مجموع المباراتين. واستطاع غليسون تسجيل هدفين في البطولة القارية.
في موسمه الثاني والأخير 2022-2023 وفي بطولة الدوري الممتاز ساهم في تتويج فريقه بالبطولة للموسم الثاني على التوالي بعدما تصدر الترتيب بفارق 8 نقاط عن وصيفه بريميرو دي أغوستو ليحقق غليسون خامس بطولاته مع الأندية. وفي بطولة كأس أنغولا ساهم في تتويج فريقه بالبطولة للموسم الثاني على التوالي بعدما تغلب في المباراة النهائية على أكاديميكا لوبيتو 3-0 وليحقق غليسون سادس بطولاته مع الأندية. وفي بطولة دوري أبطال أفريقيا فشل فريقه في التأهل إلى الدور الربع النهائي بعدما احتل المركز الثالث في المجموعة الأولى بفارق 3 نقاط عن صاحب المركز الثاني شبيبة القبائل الجزائري. واستطاع غليسون تسجيل هدفين في البطولة القارية.
في 9 يوليو 2023 انتقل غليسون من بترو إتليتيكو إلى الخالدية البحريني (الدوري الممتاز) في صفقة انتقال حر.

## الإنجازات والألقاب
- بورتو ب (1)
  - دوري الدرجة الثانية (1): 2016/2015
- بورتيمونينسي (1)
  - دوري الدرجة الثانية (1): 2017/2016
- بترو إتليتيكو (4)
  - الدوري الأنغولي الممتاز (2): 2022/2021 - 2023/2022
  - كأس أنغولا (2): 2022/2021 - 2023/2022

## روابط خارجية
- غليسون دي سوزا على موقع قاعدة بيانات كرة القدم.إي يو (الإنجليزية)
- غليسون دي سوزا على موقع Soccerway.com (الإنجليزية)
- غليسون دي سوزا على موقع AS.com (الإسبانية)